# Tournoi de tennis de Cincinnati
Le tournoi de Cincinnati (Ohio, États-Unis), aussi connu sous le nom de Cincinnati Open, est un tournoi de tennis professionnel masculin du circuit ATP et féminin du circuit WTA faisant partie des US Open Series.
La première édition date de 1899, le tournoi a lieu chaque année au milieu du mois d'août sur surface dure.

## Surface
Le tournoi de Cincinnati se joue en extérieur, sur surface dure et plus précisément sur Decoturf II. Cette surface est classée en catégorie 3 par l'ITF sur son échelle de rapidité (qui compte cinq catégories). Cela classe la surface de Cincinnati parmi les surfaces de type intermédiaire.
Le tournoi se joue sur le site du Lindner Family Tennis Center qui comprend 16 courts en dur. Parmi ces 16 courts figurent le court central dont la capacité est de 11 435 places, le Granstand qui peut accueillir 5 000 spectateurs, le Court numéro 3 qui peut en accueillir 4 000 et le Court numéro 9 qui possède 2 000 places. En fonction de la situation, des matchs peuvent se dérouler simultanément sur huit courts au maximum.

## Place dans le calendrier
L'épreuve féminine n'a pas été disputée régulièrement du début des années 1970 (ère Open) à 1988. Son retour chaque été remonte à 2004, à la suite du rachat d'une épreuve auparavant disputée en Croatie (le tournoi de Bol). Jusqu'alors tournoi de seconde importance (Tier III), le tournoi de Cincinnati se voit promu en catégorie dite Premier 5 à l'occasion de la réforme du calendrier WTA en 2009.
L'ATP a annoncé lors du dévoilement de son calendrier 2025 que le tournoi Masters 1000 de Cincinnati serait désormais disputé sur deux semaines, à l'instar de plusieurs autres tournois du même type.
Le tournoi masculin fait partie des Masters 1000 depuis 1980.

## Champions les plus titrés

### Messieurs
- Avant l'ère Open :

1. Bobby Riggs, George Lott : 4 titres.
2. Raymond Little, Beals Wright, Robert LeRoy, Bill Talbert, Bernard Bartzen, Marty Riessen : 3 titres.

- Ère Open :

| Joueur         | Titres | Premier | Dernier |
| Roger Federer  | 7      | 2005    | 2015    |
| Mats Wilander  | 4      | 1983    | 1988    |
| Pete Sampras   | 3      | 1992    | 1999    |
| Andre Agassi   | 3      | 1995    | 2004    |
| Novak Djokovic | 3      | 2018    | 2023    |

### Dames
- Avant l'ère Open
  1. Ruth Sanders, Clara Louise Zinke : 5 titres.
  2. Myrtle McAteer, May Sutton, Pauline Betz : 3 titres.
- Ère Open
  1. Barbara Potter, Serena Williams : 2 titres.

## Palmarès messieurs

### Simple
| No       | Date       | Nom et lieu du tournoi                                                                  | Catégorie                                | Dotation                                 | Surface                                  | Vainqueur                                | Finaliste                                | Score                                    |                                          |
| -------- | ---------- | --------------------------------------------------------------------------------------- | ---------------------------------------- | ---------------------------------------- | ---------------------------------------- | ---------------------------------------- | ---------------------------------------- | ---------------------------------------- | ---------------------------------------- |
| 1        | 1899       | Cincinnati Open, Cincinnati                                                             |                                          | NC $                                     | NC                                       | Nat Emerson                              | Dudley Sutphin                           | 8-6, 6-1, 10-8                           |                                          |
| 2        | 1900       | Cincinnati Open, Cincinnati                                                             |                                          | NC $                                     | NC                                       | Raymond Little                           | Nat Emerson                              | 6-2, 6-4, 6-2                            |                                          |
| 3        | 1901       | Tri-State International Tennis Tournament, Cincinnati                                   |                                          | NC $                                     | NC                                       | Raymond Little                           | Kreigh Collins                           | 2-6, 8-6, 6-4, 7-5                       |                                          |
| 4        | 1902       | Tri-State International Tennis Tournament, Cincinnati                                   |                                          | NC $                                     | NC                                       | Raymond Little                           | Kreigh Collins                           | 3-6, 6-8, 6-4, 6-1, 6-2                  |                                          |
| 5        | 1903       | Tri-State International Tennis Tournament, Cincinnati                                   |                                          | NC $                                     | NC                                       | Kreigh Collins                           | Raymond Little                           | 11-9, 4-6, 6-1, 3-6, 6-4                 |                                          |
| 6        | 1904       | Tri-State International Tennis Tournament, Cincinnati                                   |                                          | NC $                                     | NC                                       | Beals Wright                             | L. Harry Waidner                         | 7-5, 6-0, 6-3                            |                                          |
| 7        | 1905       | Tri-State International Tennis Tournament, Cincinnati                                   |                                          | NC $                                     | NC                                       | Beals Wright                             | Kreigh Collins                           | 6-3, 7-5, 4-6, 7-9, 6-3                  |                                          |
| 8        | 1906       | Tri-State International Tennis Tournament, Cincinnati                                   |                                          | NC $                                     | NC                                       | Beals Wright                             | Robert LeRoy                             | 6-4, 6-4, 4-6, 4-6, 6-2                  |                                          |
| 9        | 1907       | Tri-State International Tennis Tournament, Cincinnati                                   |                                          | NC $                                     | NC                                       | Robert LeRoy                             | Robert Chauncey Seaver                   | 8-6, 6-8, 6-2, 6-0                       |                                          |
| 10       | 1908       | Tri-State International Tennis Tournament, Cincinnati                                   |                                          | NC $                                     | NC                                       | Robert LeRoy                             | Nat Emerson                              | 6-0, 7-5, 6-4                            |                                          |
| 11       | 1909       | Tri-State International Tennis Tournament, Cincinnati                                   |                                          | NC $                                     | NC                                       | Robert LeRoy                             | Nat Emerson                              | 6-3, 3-6, 6-0, 1-6, 6-3                  |                                          |
| 12       | 1910       | Tri-State International Tennis Tournament, Cincinnati                                   |                                          | NC $                                     | NC                                       | Richard H. Palmer                        | Wallace F. Johnson                       | 11-9, 6-3, 6-4                           |                                          |
| 13       | 1911       | Tri-State International Tennis Tournament, Cincinnati                                   |                                          | NC $                                     | NC                                       | Richard H. Palmer                        | Richard Bishop                           | 14-12, 6-4, 8-6                          |                                          |
| 14       | 1912       | Tri-State International Tennis Tournament, Cincinnati                                   |                                          | NC $                                     | NC                                       | Gus Touchard                             | Richard H. Palmer                        | 6-1, 6-2, 7-5                            |                                          |
| 15       | 1913       | Tri-State International Tennis Tournament, Cincinnati                                   |                                          | NC $                                     | NC                                       | William S. McElroy                       | Gus Touchard                             | NC                                       |                                          |
| 16       | 1914       | Tri-State International Tennis Tournament, Cincinnati                                   |                                          | NC $                                     | NC                                       | William S. McElroy                       | William Hoag                             | 6-4, 1-6, 6-4, 6-2                       |                                          |
| 17       | 1915       | Tri-State International Tennis Tournament, Cincinnati                                   |                                          | NC $                                     | NC                                       | Clarence Griffin                         | William S. McElroy                       | 6-4, 6-3, 6-3                            |                                          |
| 18       | 1916       | Tri-State International Tennis Tournament, Cincinnati                                   |                                          | NC $                                     | NC                                       | Bill Johnston                            | Clarence Griffin                         | NC                                       |                                          |
| 19       | 1917       | Tri-State International Tennis Tournament, Cincinnati                                   |                                          | NC $                                     | NC                                       | Fritz Bastian                            | John G. MacKay                           | 4-6, 6-4, 6-1, 6-2                       |                                          |
|          | 1918       | Tournoi annulé, Première Guerre mondiale                                                | Tournoi annulé, Première Guerre mondiale | Tournoi annulé, Première Guerre mondiale | Tournoi annulé, Première Guerre mondiale | Tournoi annulé, Première Guerre mondiale | Tournoi annulé, Première Guerre mondiale | Tournoi annulé, Première Guerre mondiale | Tournoi annulé, Première Guerre mondiale |
| 20       | 1919       | Tri-State International Tennis Tournament, Cincinnati                                   |                                          | NC $                                     | NC                                       | Fritz Bastian                            | John Hennessey                           | 2-6, 6-4, 6-1, 6-4                       |                                          |
| 21       | 1920       | Tri-State International Tennis Tournament, Cincinnati                                   |                                          | NC $                                     | NC                                       | John Hennessey                           | Walter Wesbrook                          | 8-10, 6-3, 6-3, 6-4                      |                                          |
|          | 1921       | Tournoi annulé                                                                          | Tournoi annulé                           | Tournoi annulé                           | Tournoi annulé                           | Tournoi annulé                           | Tournoi annulé                           | Tournoi annulé                           | Tournoi annulé                           |
| 22       | 1922       | Tri-State International Tennis Tournament, Cincinnati                                   |                                          | NC $                                     | NC                                       | Louis Kuhler                             | Edwin Haupt                              | 6-3, 6-1, 6-1                            |                                          |
| 23       | 1923       | Tri-State International Tennis Tournament, Cincinnati                                   |                                          | NC $                                     | NC                                       | Louis Kuhler                             | Paul Kunkel                              | 6-3, 6-3, 6-2                            |                                          |
| 24       | 1924       | Tri-State International Tennis Tournament, Cincinnati                                   |                                          | NC $                                     | NC                                       | George Lott                              | Paul Kunkel                              | 2-6, 13-11, 6-4, 6-3                     |                                          |
| 25       | 1925       | Tri-State International Tennis Tournament, Cincinnati                                   |                                          | NC $                                     | NC                                       | George Lott                              | Julius Sagalowsky                        | 6-3, 7-5, 6-1                            |                                          |
| 26       | 1926       | Tri-State International Tennis Tournament, Cincinnati                                   |                                          | NC $                                     | NC                                       | Bill Tilden                              | George Lott                              | 4-6, 6-3, 7-9, 6-4, 6-3                  |                                          |
| 27       | 1927       | Tri-State International Tennis Tournament, Cincinnati                                   |                                          | NC $                                     | NC                                       | George Lott                              | Emmett Pare                              | 6-4, 6-4, 6-2                            |                                          |
| 28       | 1928       | Tri-State International Tennis Tournament, Cincinnati                                   |                                          | NC $                                     | NC                                       | Emmett Pare                              | Harris Coggeshall                        | 2-6, 6-1, 6-4, 6-4                       |                                          |
| 29       | 1929       | Tri-State International Tennis Tournament, Cincinnati                                   |                                          | NC $                                     | NC                                       | Herbert Bowman                           | Julius Seligson                          | 2-6, 6-4, 6-4, 6-1                       |                                          |
| 30       | 1930       | Tri-State International Tennis Tournament, Cincinnati                                   |                                          | NC $                                     | NC                                       | Frank Shields                            | Emmett Pare                              | 6-2, 6-4, 3-6, 2-6, 6-1                  |                                          |
| 31       | 1931       | Tri-State International Tennis Tournament, Cincinnati                                   |                                          | NC $                                     | NC                                       | Cliff Sutter                             | Bruce Barnes                             | 6-3, 6-2, 3-6, 6-3                       |                                          |
| 32       | 1932       | Tri-State International Tennis Tournament, Cincinnati                                   |                                          | NC $                                     | NC                                       | George Lott                              | Frank Parker                             | 5-7, 6-2, 4-6, 6-0, 6-3                  |                                          |
| 33       | 1933       | Tri-State International Tennis Tournament, Cincinnati                                   |                                          | NC $                                     | NC                                       | Bryan Grant                              | Frank Parker                             | 11-9, 6-2, 1-6, 7-5                      |                                          |
| 34       | 1934       | Tri-State International Tennis Tournament, Cincinnati                                   |                                          | NC $                                     | NC                                       | Henry Prussoff                           | Arthur Hendrix                           | 6-3, 6-2, 4-6, 6-4                       |                                          |
|          | 1935       | Tournoi annulé, Grande Dépression                                                       | Tournoi annulé, Grande Dépression        | Tournoi annulé, Grande Dépression        | Tournoi annulé, Grande Dépression        | Tournoi annulé, Grande Dépression        | Tournoi annulé, Grande Dépression        | Tournoi annulé, Grande Dépression        | Tournoi annulé, Grande Dépression        |
| 35       | 1936       | Tri-State International Tennis Tournament, Cincinnati                                   |                                          | NC $                                     | NC                                       | Bobby Riggs                              | Charles Harris                           | 6-1, 6-3, 6-1                            |                                          |
| 36       | 1937       | Tri-State International Tennis Tournament, Cincinnati                                   |                                          | NC $                                     | NC                                       | Bobby Riggs                              | John McDiarmid                           | 6-3, 6-3, 4-6, 6-3                       |                                          |
| 37       | 1938       | Tri-State International Tennis Tournament, Cincinnati                                   |                                          | NC $                                     | NC                                       | Bobby Riggs                              | Frank Parker                             | 6-1, 7-5, 6-3                            |                                          |
| 38       | 1939       | Tri-State International Tennis Tournament, Cincinnati                                   |                                          | NC $                                     | NC                                       | Bryan Grant                              | Frank Parker                             | 4-6, 6-3, 6-1, 2-6, 6-4                  |                                          |
| 39       | 1940       | Tri-State International Tennis Tournament, Cincinnati                                   |                                          | NC $                                     | NC                                       | Bobby Riggs                              | Arthur Marx                              | 11-9, 6-2, 4-6, 6-8, 6-1                 |                                          |
| 40       | 1941       | Tri-State International Tennis Tournament, Cincinnati                                   |                                          | NC $                                     | NC                                       | Frank Parker                             | Bill Talbert                             | 6-2, 6-2, 6-4                            |                                          |
| 41       | 1942       | Tri-State International Tennis Tournament, Cincinnati                                   |                                          | NC $                                     | NC                                       | Pancho Segura                            | Bill Talbert                             | 1-6, 6-2, 6-4, 12-10                     |                                          |
| 42       | 1943       | Tri-State International Tennis Tournament, Cincinnati                                   |                                          | NC $                                     | NC                                       | Bill Talbert                             | Seymour Greenberg                        | 6-1, 6-2, 6-3                            |                                          |
| 43       | 1944       | Tri-State International Tennis Tournament, Cincinnati                                   |                                          | NC $                                     | NC                                       | Pancho Segura                            | Bill Talbert                             | 9-11, 6-2, 7-5, 2-6, 7-5                 |                                          |
| 44       | 1945       | Tri-State International Tennis Tournament, Cincinnati                                   |                                          | NC $                                     | NC                                       | Bill Talbert                             | Elwood Cooke                             | 6-2, 7-9, 6-2                            |                                          |
| 45       | 1946       | Tri-State International Tennis Tournament, Cincinnati                                   |                                          | NC $                                     | NC                                       | Nick Carter                              | George Richards                          | 6-1, 6-1                                 |                                          |
| 46       | 1947       | Tri-State International Tennis Tournament, Cincinnati                                   |                                          | NC $                                     | NC                                       | Bill Talbert                             | George Pero                              | 6-1, 6-0, 6-0                            |                                          |
| 47       | 1948       | Tri-State International Tennis Tournament, Cincinnati                                   |                                          | NC $                                     | NC                                       | Herbert Behrens                          | Irvin Dorfman                            | 7-5, 11-9, 2-6, 6-8, 6-4                 |                                          |
| 48       | 1949       | Tri-State International Tennis Tournament, Cincinnati                                   |                                          | NC $                                     | NC                                       | James Brink                              | Arnold Saul                              | 6-4, 6-8, 6-4, 6-0                       |                                          |
| 49       | 1950       | Tri-State International Tennis Tournament, Cincinnati                                   |                                          | NC $                                     | NC                                       | Glenn Bassett                            | Hamilton Richardson                      | 6-2, 4-6, 6-1, 6-1                       |                                          |
| 50       | 1951       | Tri-State International Tennis Tournament, Cincinnati                                   |                                          | NC $                                     | NC                                       | Tony Trabert                             | Bill Talbert                             | 5-7, 4-6, 6-4, 6-3, 6-4                  |                                          |
| 51       | 1952       | Tri-State International Tennis Tournament, Cincinnati                                   |                                          | NC $                                     | NC                                       | Noel Brown                               | Fred Hagist                              | 6-4, 0-6, 2-0, ab.                       |                                          |
| 52       | 1953       | Tri-State International Tennis Tournament, Cincinnati                                   |                                          | NC $                                     | NC                                       | Tony Trabert                             | Hamilton Richardson                      | 10-8, 6-3, 6-4                           |                                          |
| 53       | 1954       | Tri-State International Tennis Tournament, Cincinnati                                   |                                          | NC $                                     | NC                                       | Straight Clark                           | Sammy Giammalva                          | 8-6, 6-1, 6-1                            |                                          |
| 54       | 1955       | Tri-State & Western International Tennis Tournament, Cincinnati                         |                                          | NC $                                     | NC                                       | Bernard Bartzen                          | Tony Trabert                             | 7-9, 11-9, 6-4                           |                                          |
| 55       | 1956       | Tri-State International Tennis Tournament, Cincinnati                                   |                                          | NC $                                     | NC                                       | Edward Moylan                            | Bernard Bartzen                          | 6-0, 6-3, 6-3                            |                                          |
| 56       | 1957       | Tri-State International Tennis Tournament, Cincinnati                                   |                                          | NC $                                     | NC                                       | Bernard Bartzen                          | Grant Golden                             | 6-4, 7-5, 6-4                            |                                          |
| 57       | 1958       | Tri-State International Tennis Tournament, Cincinnati                                   |                                          | NC $                                     | NC                                       | Bernard Bartzen                          | Sammy Giammalva                          | 7-5, 6-3, 6-2                            |                                          |
| 58       | 1959       | Tri-State International Tennis Tournament, Cincinnati                                   |                                          | NC $                                     | NC                                       | Whitney Reed                             | Donald Dell                              | 1-6, 7-5, 6-3, 6-3                       |                                          |
| 59       | 10-07-1960 | Tri-State International Tennis Tournament, Cincinnati                                   |                                          | NC $                                     | NC                                       | Miguel Olvera                            | Crawford Henry                           | 4-6, 9-7, 6-4                            |                                          |
| 60       | 1961       | Tri-State International Tennis Tournament, Cincinnati                                   |                                          | NC $                                     | NC                                       | Allen Fox                                | Billy Lenoir                             | 3-6, 8-6, 6-2, 6-1                       |                                          |
| 61       | 1962       | Tri-State International Tennis Tournament, Cincinnati                                   |                                          | NC $                                     | NC                                       | Marty Riessen                            | Allen Fox                                | 1-6, 6-2, 6-2, 6-3                       |                                          |
| 62       | 1963       | Tri-State International Tennis Tournament, Cincinnati                                   |                                          | NC $                                     | NC                                       | Marty Riessen                            | Herb Fitzgibbon                          | 6-1, 6-3, 7-5                            |                                          |
| 63       | 1964       | Tri-State International Tennis Tournament, Cincinnati                                   |                                          | NC $                                     | NC                                       | Herb Fitzgibbon                          | Robert Brien                             | 6-1, 6-3, 6-1                            |                                          |
| 64       | 1965       | Tri-State International Tennis Tournament, Cincinnati                                   |                                          | NC $                                     | NC                                       | Billy Lenoir                             | Herb Fitzgibbon                          | 1-6, 6-3, 6-3, 9-7                       |                                          |
| 65       | 1966       | Tri-State International Tennis Tournament, Cincinnati                                   |                                          | NC $                                     | NC                                       | David Power                              | William Harris                           | 7-5, 3-6, 0-6, 6-1, 6-2                  |                                          |
| 66       | 03-07-1967 | Tri-State International Tennis Tournament, Cincinnati                                   |                                          | NC $                                     | NC                                       | Joaquín Loyo Mayo                        | Jaime Fillol                             | 8-6, 6-1                                 |                                          |
| Ère Open |            |                                                                                         |                                          |                                          |                                          |                                          |                                          |                                          |                                          |
| 67       | 01-07-1968 | Tri-State International Tennis Tournament, Cincinnati                                   |                                          | NC $                                     | NC                                       | William Harris                           | Tom Gorman                               | 3-6, 6-2, 6-2                            |                                          |
| 68       | 14-07-1969 | Western Tennis Championships, Cincinnati                                                |                                          | NC $                                     | NC                                       | Cliff Richey                             | Allan Stone                              | 6-1,6-2                                  |                                          |
| 69       | 20-07-1970 | Western Tennis Championships, Cincinnati                                                | GP World Series                          | 25 000 $                                 | Terre (ext.)                             | Ken Rosewall                             | Cliff Richey                             | 7-9, 9-7, 8-6                            |                                          |
| 70       | 02-08-1971 | Western Tennis Championships, Cincinnati                                                | GP World Series                          | 30 000 $                                 | Terre (ext.)                             | Stan Smith                               | Juan Gisbert                             | 7-6, 6-3                                 |                                          |
| 71       | 31-07-1972 | Western Tennis Championships, Cincinnati                                                | GP World Series                          | 42 500 $                                 | Terre (ext.)                             | Jimmy Connors                            | Guillermo Vilas                          | 6-3, 6-3                                 |                                          |
| 72       | 06-08-1973 | Western Tennis Championships, Cincinnati                                                | GP World Series                          | 50 000 $                                 | Terre (ext.)                             | Ilie Năstase                             | Manuel Orantes                           | 5-7, 6-3, 6-4                            |                                          |
| 73       | 29-07-1974 | Western Tennis Championships, Cincinnati                                                | GP World Series                          | 30 000 $                                 | Dur (ext.)                               | Marty Riessen                            | Robert Lutz                              | 7-6, 7-6                                 |                                          |
| 74       | 28-07-1975 | Western Tennis Championships, Cincinnati                                                | GP World Series                          | 50 000 $                                 | Dur (ext.)                               | Tom Gorman                               | Sherwood Stewart                         | 7-5, 2-6, 6-4                            |                                          |
| 75       | 12-07-1976 | Western Tennis Championships, Cincinnati                                                | GP World Series                          | 100 000 $                                | Terre (ext.)                             | Roscoe Tanner                            | Eddie Dibbs                              | 7-6, 6-3                                 |                                          |
| 76       | 11-07-1977 | Western Tennis Championships, Cincinnati                                                | GP World Series                          | 100 000 $                                | Terre (ext.)                             | Harold Solomon                           | Mark Cox                                 | 6-2, 6-3                                 |                                          |
| 77       | 10-07-1978 | Western Tennis Championships, Cincinnati                                                | GP World Series                          | 125 000 $                                | Terre (ext.)                             | Eddie Dibbs                              | Raúl Ramírez                             | 5-7, 6-3, 6-2                            |                                          |
| 78       | 20-08-1979 | ATP Championship, Cincinnati                                                            | GP World Series                          | 200 000 $                                | Dur (ext.)                               | Peter Fleming                            | Roscoe Tanner                            | 6-4, 6-2                                 |                                          |
| 79       | 18-08-1980 | ATP Championship, Cincinnati                                                            | GP World Series                          | 200 000 $                                | Dur (ext.)                               | Harold Solomon                           | Francisco González                       | 7-6, 6-3                                 |                                          |
| 80       | 17-08-1981 | ATP Championship, Cincinnati                                                            | Championship Series                      | 200 000 $                                | Dur (ext.)                               | John McEnroe                             | Chris Lewis                              | 6-3, 6-4                                 |                                          |
| 81       | 16-08-1982 | ATP Championship, Cincinnati                                                            | Championship Series                      | 300 000 $                                | Dur (ext.)                               | Ivan Lendl                               | Steve Denton                             | 6-2, 7-6                                 |                                          |
| 82       | 15-08-1983 | ATP Championship, Cincinnati                                                            | Championship Series                      | 300 000 $                                | Dur (ext.)                               | Mats Wilander                            | John McEnroe                             | 6-4, 6-4                                 | Tableau                                  |
| 83       | 20-08-1984 | ATP Championship, Presented by Crush, Cincinnati                                        | Championship Series                      | 300 000 $                                | Dur (ext.)                               | Mats Wilander                            | Anders Järryd                            | 7-6, 6-3                                 | Tableau                                  |
| 84       | 19-08-1985 | ATP Championship, Presented by Crush, Cincinnati                                        | Championship Series                      | 300 000 $                                | Dur (ext.)                               | Boris Becker                             | Mats Wilander                            | 6-4, 6-2                                 |                                          |
| 85       | 18-08-1986 | ATP Championship, Presented by Crush, Cincinnati                                        | Championship Series                      | 300 000 $                                | Dur (ext.)                               | Mats Wilander                            | Jimmy Connors                            | 6-4, 6-1                                 | Tableau                                  |
| 86       | 17-08-1987 | Thriftway ATP Championship, Presented by Chiquita., Cincinnati                          | Championship Series                      | 300 000 $                                | Dur (ext.)                               | Stefan Edberg                            | Boris Becker                             | 6-4, 6-1                                 |                                          |
| 87       | 15-08-1988 | Thriftway ATP Championship, Presented by Chiquita., Cincinnati                          | Championship Series                      | 485 000 $                                | Dur (ext.)                               | Mats Wilander                            | Stefan Edberg                            | 3-6, 7-6, 7-6                            | Tableau                                  |
| 88       | 14-08-1989 | Thriftway ATP Championship, Presented by Chiquita, Cincinnati                           | Championship Series                      | 485 000 $                                | Dur (ext.)                               | Brad Gilbert                             | Stefan Edberg                            | 6-4, 2-6, 7-6                            |                                          |
| 89       | 06-08-1990 | Thriftway ATP Championship, Presented by Great American Insurance Companies, Cincinnati | Championship Series SW                   | 1 020 000 $                              | Dur (ext.)                               | Stefan Edberg                            | Brad Gilbert                             | 6-1, 6-1                                 |                                          |
| 90       | 05-08-1991 | Thriftway ATP Championship, Presented by Great American Insurance Companies, Cincinnati | Championship Series SW                   | 1 020 000 $                              | Dur (ext.)                               | Guy Forget                               | Pete Sampras                             | 2-6, 7-6, 6-4                            |                                          |
| 91       | 10-08-1992 | Thriftway ATP Championship, Presented by Great American Insurance Companies, Cincinnati | Championship Series SW                   | 1 125 000 $                              | Dur (ext.)                               | Pete Sampras                             | Ivan Lendl                               | 6-3, 3-6, 6-3                            |                                          |
| 92       | 09-08-1993 | Thriftway ATP Championship, Presented by Great American Insurance Companies, Cincinnati | Super 9                                  | 1 400 000 $                              | Dur (ext.)                               | Michael Chang                            | Stefan Edberg                            | 7-5, 0-6, 6-4                            |                                          |
| 93       | 08-08-1994 | Thriftway ATP Championship, Presented by Great American Insurance Companies, Cincinnati | Super 9                                  | 1 470 000 $                              | Dur (ext.)                               | Michael Chang                            | Stefan Edberg                            | 6-2, 7-5                                 |                                          |
| 94       | 07-08-1995 | Thriftway ATP Championship, Presented by Great American Insurance Companies, Cincinnati | Super 9                                  | 1 545 000 $                              | Dur (ext.)                               | Andre Agassi                             | Michael Chang                            | 7-5, 6-2                                 |                                          |
| 95       | 05-08-1996 | Great American Insurance ATP Championship,Presented by RELCO Resources, Cincinnati      | Super 9                                  | 1 950 000 $                              | Dur (ext.)                               | Andre Agassi                             | Michael Chang                            | 7-6, 6-4                                 |                                          |
| 96       | 04-08-1997 | Great American Insurance ATP Championship,Presented by RELCO Resources, Cincinnati      | Super 9                                  | 2 050 000 $                              | Dur (ext.)                               | Pete Sampras                             | Thomas Muster                            | 6-3, 6-4                                 |                                          |
| 97       | 10-08-1998 | Great American Insurance ATP Championship,Presented by RELCO Resources, Cincinnati      | Super 9                                  | 2 200 000 $                              | Dur (ext.)                               | Patrick Rafter                           | Pete Sampras                             | 1-6, 7-6, 6-4                            | Tableau                                  |
| 98       | 09-08-1999 | Great American Insurance ATP Championship,Presented by RELCO Resources, Cincinnati      | Super 9                                  | 2 200 000 $                              | Dur (ext.)                               | Pete Sampras                             | Patrick Rafter                           | 7-6, 6-3                                 | Tableau                                  |
| 99       | 07-08-2000 | Tennis Masters Series Cincinnati, Cincinnati                                            | Masters Series                           | 2 450 000 $                              | Dur (ext.)                               | Thomas Enqvist                           | Tim Henman                               | 7-65, 6-4                                | Tableau                                  |
| 100      | 06-08-2001 | Tennis Masters Series Cincinnati, Presented by T-Mobile, Cincinnati                     | Masters Series                           | 2 450 000 $                              | Dur (ext.)                               | Gustavo Kuerten                          | Patrick Rafter                           | 6-1, 6-3                                 | Tableau                                  |
| 101      | 05-08-2002 | Western & Southern Financial Group Masters, Cincinnati                                  | Masters Series                           | 2 450 000 $                              | Dur (ext.)                               | Carlos Moyà                              | Lleyton Hewitt                           | 7-5, 7-65                                | Tableau                                  |
| 102      | 11-08-2003 | Western & Southern Financial Group Masters, Cincinnati                                  | Masters Series                           | 2 200 000 $                              | Dur (ext.)                               | Andy Roddick                             | Mardy Fish                               | 4-6, 7-63, 7-64                          | Tableau                                  |
| 103      | 02-08-2004 | Western & Southern Financial Group Masters, Cincinnati                                  | Masters Series                           | 2 200 000 $                              | Dur (ext.)                               | Andre Agassi                             | Lleyton Hewitt                           | 6-3, 3-6, 6-2                            | Tableau                                  |
| 104      | 15-08-2005 | Western & Southern Financial Group Masters, Cincinnati                                  | Masters Series                           | 2 200 000 $                              | Dur (ext.)                               | Roger Federer                            | Andy Roddick                             | 6-3, 7-5                                 | Tableau                                  |
| 105      | 14-08-2006 | Western & Southern Financial Group Masters, Cincinnati                                  | Masters Series                           | 2 200 000 $                              | Dur (ext.)                               | Andy Roddick                             | Juan Carlos Ferrero                      | 6-3, 6-4                                 | Tableau                                  |
| 106      | 13-08-2007 | Western & Southern Financial Group Masters, Cincinnati                                  | Masters Series                           | 2 200 000 $                              | Dur (ext.)                               | Roger Federer                            | James Blake                              | 6-1, 6-4                                 | Tableau                                  |
| 107      | 28-07-2008 | Western & Southern Financial Group Masters, Cincinnati                                  | Masters Series                           | 2 365 000 $                              | Dur (ext.)                               | Andy Murray                              | Novak Djokovic                           | 7-64, 7-65                               | Tableau                                  |
| 108      | 17-08-2009 | Western & Southern Financial Group Masters, Cincinnati                                  | Masters 1000                             | 2 430 000 $                              | Dur (ext.)                               | Roger Federer                            | Novak Djokovic                           | 6-1, 7-5                                 | Tableau                                  |
| 109      | 16-08-2010 | Western & Southern Financial Group Masters, Cincinnati                                  | Masters 1000                             | 2 430 000 $                              | Dur (ext.)                               | Roger Federer                            | Mardy Fish                               | 6-7, 7-6, 6-4                            | Tableau                                  |
| 110      | 15-08-2011 | Western & Southern Open, Cincinnati                                                     | Masters 1000                             | 2 592 000 $                              | Dur (ext.)                               | Andy Murray                              | Novak Djokovic                           | 6-4, 3-0, ab.                            | Tableau                                  |
| 111      | 13-08-2012 | Western & Southern Open, Cincinnati                                                     | Masters 1000                             | 2 825 280 $                              | Dur (ext.)                               | Roger Federer                            | Novak Djokovic                           | 6-0, 7-67                                | Tableau                                  |
| 112      | 12-08-2013 | Western & Southern Open, Cincinnati                                                     | Masters 1000                             | 3 079 555 $                              | Dur (ext.)                               | Rafael Nadal                             | John Isner                               | 7-68, 7-63                               | Tableau                                  |
| 113      | 11-08-2014 | Western & Southern Open, Cincinnati                                                     | Masters 1000                             | 3 356 715 $                              | Dur (ext.)                               | Roger Federer                            | David Ferrer                             | 6-3, 1-6, 6-2                            | Tableau                                  |
| 114      | 17-08-2015 | Western & Southern Open, Cincinnati                                                     | Masters 1000                             | 3 826 655 $                              | Dur (ext.)                               | Roger Federer                            | Novak Djokovic                           | 7-61, 6-3                                | Tableau                                  |
| 115      | 15-08-2016 | Western & Southern Open, Cincinnati                                                     | Masters 1000                             | 4 362 385 $                              | Dur (ext.)                               | Marin Čilić                              | Andy Murray                              | 6-4, 7-5                                 | Tableau                                  |
| 116      | 13-08-2017 | Western & Southern Open, Cincinnati                                                     | Masters 1000                             | 4 973 120 $                              | Dur (ext.)                               | Grigor Dimitrov                          | Nick Kyrgios                             | 6-3, 7-5                                 | Tableau                                  |
| 117      | 12-08-2018 | Western & Southern Open, Cincinnati                                                     | Masters 1000                             | 5 669 360 $                              | Dur (ext.)                               | Novak Djokovic                           | Roger Federer                            | 6-4, 6-4                                 | Tableau                                  |
| 118      | 11-08-2019 | Western & Southern Open, Cincinnati                                                     | Masters 1000                             | 6 056 280 $                              | Dur (ext.)                               | Daniil Medvedev                          | David Goffin                             | 7-63, 6-4                                | Tableau                                  |
| 119      | 22-08-2020 | Western & Southern Open, New-York                                                       | Masters 1000                             | 4 222 190 $                              | Dur (ext.)                               | Novak Djokovic                           | Milos Raonic                             | 1-6, 6-3, 6-4                            | Tableau                                  |
| 120      | 15-08-2021 | Western & Southern Open, Cincinnati                                                     | Masters 1000                             | 4 845 025 $                              | Dur (ext.)                               | Alexander Zverev                         | Andrey Rublev                            | 6-2, 6-3                                 | Tableau                                  |
| 121      | 14-08-2022 | Western & Southern Open, Cincinnati                                                     | Masters 1000                             | 6 280 880 $                              | Dur (ext.)                               | Borna Ćorić                              | Stéfanos Tsitsipás                       | 7-60, 6-2                                | Tableau                                  |
| 122      | 13-08-2023 | Western & Southern Open, Cincinnati                                                     | Masters 1000                             | 6 600 000 $                              | Dur (ext.)                               | Novak Djokovic                           | Carlos Alcaraz                           | 5-7, 7-67, 7-64                          | Tableau                                  |
| 123      | 12-08-2024 | Cincinnati Open, Cincinnati                                                             | Masters 1000                             | 6 795 555 $                              | Dur (ext.)                               | Jannik Sinner                            | Frances Tiafoe                           | 7-64, 6-2                                | Tableau                                  |
| 124      | 07-08-2025 | Cincinnati Open, Cincinnati                                                             | Masters 1000                             | 9 193 540 $                              | Dur (ext.)                               | Carlos Alcaraz                           | Jannik Sinner                            | 5-0 ab.                                  | Tableau                                  |

### Double
| No | Date       | Nom et lieu du tournoi                                                                  | Catégorie              | Dotation    | Surface      | Vainqueurs                           | Finalistes                        | Score              |         |
| -- | ---------- | --------------------------------------------------------------------------------------- | ---------------------- | ----------- | ------------ | ------------------------------------ | --------------------------------- | ------------------ | ------- |
| 1  | 01-07-1968 | Tri-State International Tennis Tournament, Cincinnati                                   |                        | NC $        | NC           | Ron Goldman William Brown            | Joaquín Loyo Mayo Jaime Fillol    | 10-8, 6-3          |         |
| 2  | 14-07-1969 | Western Tennis Championships, Cincinnati                                                |                        | NC $        | NC           | Robert Lutz Stan Smith               | Arthur Ashe Charlie Pasarell      | 6-3, 6-4           |         |
| 3  | 20-07-1970 | Western Tennis Championships, Cincinnati                                                | GP World Series        | 25 000 $    | Terre (ext.) | Ilie Năstase Ion Țiriac              | Bob Hewitt Frew McMillan          | 6-3, 6-4           |         |
| 4  | 02-08-1971 | Western Tennis Championships, Cincinnati                                                | GP World Series        | 30 000 $    | Terre (ext.) | Stan Smith Erik van Dillen           | Sandy Mayer Roscoe Tanner         | 6-4, 6-4           |         |
| 5  | 31-07-1972 | Western Tennis Championships, Cincinnati                                                | GP World Series        | 42 500 $    | Terre (ext.) | Bob Hewitt Frew McMillan             | Paul Gerken Humphrey Hose         | 7-6, 6-4           |         |
| 6  | 06-08-1973 | Western Tennis Championships, Cincinnati                                                | GP World Series        | 50 000 $    | Terre (ext.) | John Alexander Phil Dent             | Brian Gottfried Raúl Ramírez      | 1-6, 7-6, 7-6      |         |
| 7  | 29-07-1974 | Western Tennis Championships, Cincinnati                                                | GP World Series        | 30 000 $    | Dur (ext.)   | Dick Dell Sherwood Stewart           | Jim Delaney John Whitlinger       | 4-6, 7-6, 6-2      |         |
| 8  | 28-07-1975 | Western Tennis Championships, Cincinnati                                                | GP World Series        | 50 000 $    | Dur (ext.)   | Phil Dent Cliff Drysdale             | Marcello Lara Joaquín Loyo Mayo   | 7-6, 6-4           |         |
| 9  | 12-07-1976 | Western Tennis Championships, Cincinnati                                                | GP World Series        | 100 000 $   | Terre (ext.) | Stan Smith Erik van Dillen           | Eddie Dibbs Harold Solomon        | 6-1, 6-1           |         |
| 10 | 11-07-1977 | Western Tennis Championships, Cincinnati                                                | GP World Series        | 100 000 $   | Terre (ext.) | John Alexander Phil Dent             | Bob Hewitt Roscoe Tanner          | 6-3, 7-6           |         |
| 11 | 10-07-1978 | Western Tennis Championships, Cincinnati                                                | GP World Series        | 125 000 $   | Terre (ext.) | Gene Mayer Raúl Ramírez              | Ismail El Shafei Brian Fairlie    | 6-3, 6-3           |         |
| 12 | 20-08-1979 | ATP Championship, Cincinnati                                                            | GP World Series        | 200 000 $   | Dur (ext.)   | Brian Gottfried Ilie Năstase         | Robert Lutz Stan Smith            | 1-6, 6-3, 7-6      |         |
| 13 | 18-08-1980 | ATP Championship, Cincinnati                                                            | GP World Series        | 200 000 $   | Dur (ext.)   | Bruce Manson Brian Teacher           | Wojtek Fibak Ivan Lendl           | 6-7, 7-5, 6-4      |         |
| 14 | 17-08-1981 | ATP Championship, Cincinnati                                                            | Championship Series    | 200 000 $   | Dur (ext.)   | John McEnroe Ferdi Taygan            | Robert Lutz Stan Smith            | 7-6, 6-3           |         |
| 15 | 16-08-1982 | ATP Championship, Cincinnati                                                            | Championship Series    | 300 000 $   | Dur (ext.)   | Peter Fleming John McEnroe           | Steve Denton Mark Edmondson       | 6-2, 6-3           |         |
| 16 | 15-08-1983 | ATP Championship, Cincinnati                                                            | Championship Series    | 300 000 $   | Dur (ext.)   | Victor Amaya Tim Gullikson           | Carlos Kirmayr Cássio Motta       | 6-4, 6-3           | Tableau |
| 17 | 20-08-1984 | ATP Championship, Presented by Crush, Cincinnati                                        | Championship Series    | 300 000 $   | Dur (ext.)   | Francisco González Matt Mitchell     | Sandy Mayer Balázs Taróczy        | 4-6, 6-3, 7-6      | Tableau |
| 18 | 19-08-1985 | ATP Championship, Presented by Crush, Cincinnati                                        | Championship Series    | 300 000 $   | Dur (ext.)   | Stefan Edberg Anders Järryd          | Joakim Nyström Mats Wilander      | 4-6, 6-2, 6-3      |         |
| 19 | 18-08-1986 | ATP Championship, Presented by Crush, Cincinnati                                        | Championship Series    | 300 000 $   | Dur (ext.)   | Mark Kratzmann Kim Warwick           | Christo Steyn Danie Visser        | 6-3, 6-4           | Tableau |
| 20 | 17-08-1987 | Thriftway ATP Championship, Presented by Chiquita, Cincinnati                           | Championship Series    | 300 000 $   | Dur (ext.)   | Ken Flach Robert Seguso              | Steve Denton John Fitzgerald      | 7-5, 6-3           |         |
| 21 | 15-08-1988 | Thriftway ATP Championship, Presented by Chiquita, Cincinnati                           | Championship Series    | 485 000 $   | Dur (ext.)   | Rick Leach Jim Pugh                  | Jim Grabb Patrick McEnroe         | 6-2, 6-4           | Tableau |
| 22 | 14-08-1989 | Thriftway ATP Championship, Presented by Chiquita, Cincinnati                           | Championship Series    | 485 000 $   | Dur (ext.)   | Ken Flach Robert Seguso              | Pieter Aldrich Danie Visser       | 6-4, 6-4           |         |
| 23 | 06-08-1990 | Thriftway ATP Championship, Presented by Great American Insurance Companies, Cincinnati | Championship Series SW | 1 020 000 $ | Dur (ext.)   | Darren Cahill Mark Kratzmann         | Neil Broad Gary Muller            | 7-6, 6-2           |         |
| 24 | 05-08-1991 | Thriftway ATP Championship, Presented by Great American Insurance Companies, Cincinnati | Championship Series SW | 1 020 000 $ | Dur (ext.)   | Ken Flach Robert Seguso              | Grant Connell Glenn Michibata     | 6-3, 6-4           |         |
| 25 | 10-08-1992 | Thriftway ATP Championship, Presented by Great American Insurance Companies, Cincinnati | Championship Series SW | 1 125 000 $ | Dur (ext.)   | Todd Woodbridge Mark Woodforde       | Patrick McEnroe Jonathan Stark    | 7-6, 6-4           |         |
| 26 | 09-08-1993 | Thriftway ATP Championship, Presented by Great American Insurance Companies, Cincinnati | Super 9                | 1 400 000 $ | Dur (ext.)   | Andre Agassi Petr Korda              | Stefan Edberg Henrik Holm         | 6-4, 7-6           |         |
| 27 | 08-08-1994 | Thriftway ATP Championship, Presented by Great American Insurance Companies, Cincinnati | Super 9                | 1 470 000 $ | Dur (ext.)   | Alex O'Brien Sandon Stolle           | Wayne Ferreira Mark Kratzmann     | 7-6, 3-6, 6-3      |         |
| 28 | 07-08-1995 | Thriftway ATP Championship, Presented by Great American Insurance Companies, Cincinnati | Super 9                | 1 545 000 $ | Dur (ext.)   | Todd Woodbridge Mark Woodforde       | Mark Knowles Daniel Nestor        | 6-4, 6-4           |         |
| 29 | 05-08-1996 | Great American Insurance ATP Championship,Presented by RELCO Resources, Cincinnati      | Super 9                | 1 950 000 $ | Dur (ext.)   | Mark Knowles Daniel Nestor           | Sandon Stolle Cyril Suk           | 6-2, 7-5           |         |
| 30 | 04-08-1997 | Great American Insurance ATP Championship,Presented by RELCO Resources, Cincinnati      | Super 9                | 2 050 000 $ | Dur (ext.)   | Todd Woodbridge Mark Woodforde       | Mark Philippoussis Patrick Rafter | 6-4, 6-2           |         |
| 31 | 10-08-1998 | Great American Insurance ATP Championship,Presented by RELCO Resources, Cincinnati      | Super 9                | 2 200 000 $ | Dur (ext.)   | Mark Knowles Daniel Nestor           | Olivier Delaitre Fabrice Santoro  | 6-7, 6-4, 6-4      | Tableau |
| 32 | 09-08-1999 | Great American Insurance ATP Championship,Presented by RELCO Resources, Cincinnati      | Super 9                | 2 200 000 $ | Dur (ext.)   | Byron Black Jonas Björkman           | Todd Woodbridge Mark Woodforde    | 6-1, 2-6, 7-6      | Tableau |
| 33 | 07-08-2000 | Tennis Masters Series Cincinnati, Cincinnati                                            | Masters Series         | 2 450 000 $ | Dur (ext.)   | Todd Woodbridge Mark Woodforde       | Ellis Ferreira Rick Leach         | 7-66, 6-4          | Tableau |
| 34 | 06-08-2001 | Tennis Masters Series Cincinnati, Presented by T-Mobile, Cincinnati                     | Masters Series         | 2 450 000 $ | Dur (ext.)   | Mahesh Bhupathi Leander Paes         | Martin Damm David Prinosil        | 7-63, 6-3          | Tableau |
| 35 | 05-08-2002 | Western & Southern Financial Group Masters, Cincinnati                                  | Masters Series         | 2 450 000 $ | Dur (ext.)   | James Blake Todd Martin              | Mahesh Bhupathi Max Mirnyi        | 7-5, 6-3           | Tableau |
| 36 | 11-08-2003 | Western & Southern Financial Group Masters, Cincinnati                                  | Masters Series         | 2 200 000 $ | Dur (ext.)   | Bob Bryan Mike Bryan                 | Wayne Arthurs Paul Hanley         | 7-5, 7-65          | Tableau |
| 37 | 02-08-2004 | Western & Southern Financial Group Masters, Cincinnati                                  | Masters Series         | 2 200 000 $ | Dur (ext.)   | Mark Knowles Daniel Nestor           | Jonas Björkman Todd Woodbridge    | 6-2, 3-6, 6-3      | Tableau |
| 38 | 15-08-2005 | Western & Southern Financial Group Masters, Cincinnati                                  | Masters Series         | 2 200 000 $ | Dur (ext.)   | Jonas Björkman Max Mirnyi            | Wayne Black Kevin Ullyett         | 7-63, 6-2          | Tableau |
| 39 | 14-08-2006 | Western & Southern Financial Group Masters, Cincinnati                                  | Masters Series         | 2 200 000 $ | Dur (ext.)   | Jonas Björkman Max Mirnyi            | Bob Bryan Mike Bryan              | 3-6, 6-3, [10-7]   | Tableau |
| 40 | 13-08-2007 | Western & Southern Financial Group Masters, Cincinnati                                  | Masters Series         | 2 200 000 $ | Dur (ext.)   | Jonathan Erlich Andy Ram             | Bob Bryan Mike Bryan              | 4-6, 6-3, [13-11]  | Tableau |
| 41 | 28-07-2008 | Western & Southern Financial Group Masters, Cincinnati                                  | Masters Series         | 2 365 000 $ | Dur (ext.)   | Bob Bryan Mike Bryan                 | Jonathan Erlich Andy Ram          | 4-6, 7-62, [10-7]  | Tableau |
| 42 | 17-08-2009 | Western & Southern Financial Group Masters, Cincinnati                                  | Masters 1000           | 2 430 000 $ | Dur (ext.)   | Daniel Nestor Nenad Zimonjić         | Bob Bryan Mike Bryan              | 3-6, 7-6, [15-13]  | Tableau |
| 43 | 16-08-2010 | Western & Southern Financial Group Masters, Cincinnati                                  | Masters 1000           | 2 430 000 $ | Dur (ext.)   | Bob Bryan Mike Bryan                 | Mahesh Bhupathi Max Mirnyi        | 6-3, 6-4           | Tableau |
| 44 | 15-08-2011 | Western & Southern Open, Cincinnati                                                     | Masters 1000           | 2 592 000 $ | Dur (ext.)   | Mahesh Bhupathi Leander Paes         | Michaël Llodra Nenad Zimonjić     | 7-64, 7-62         | Tableau |
| 45 | 13-08-2012 | Western & Southern Open, Cincinnati                                                     | Masters 1000           | 2 825 280 $ | Dur (ext.)   | Robert Lindstedt Horia Tecău         | Mahesh Bhupathi Rohan Bopanna     | 6-4, 6-4           | Tableau |
| 46 | 12-08-2013 | Western & Southern Open, Cincinnati                                                     | Masters 1000           | 3 079 555 $ | Dur (ext.)   | Bob Bryan Mike Bryan                 | Marcel Granollers Marc López      | 6-4, 4-6, [10-4]   | Tableau |
| 47 | 11-08-2014 | Western & Southern Open, Cincinnati                                                     | Masters 1000           | 3 356 715 $ | Dur (ext.)   | Bob Bryan Mike Bryan                 | Vasek Pospisil Jack Sock          | 6-3, 6-2           | Tableau |
| 48 | 17-08-2015 | Western & Southern Open, Cincinnati                                                     | Masters 1000           | 3 826 655 $ | Dur (ext.)   | Daniel Nestor Édouard Roger-Vasselin | Marcin Matkowski Nenad Zimonjić   | 6-2, 6-2           | Tableau |
| 49 | 15-08-2016 | Western & Southern Open, Cincinnati                                                     | Masters 1000           | 4 362 385 $ | Dur (ext.)   | Ivan Dodig Marcelo Melo              | Jean-Julien Rojer Horia Tecău     | 7-65, 65-7, [10-6] | Tableau |
| 50 | 13-08-2017 | Western & Southern Open, Cincinnati                                                     | Masters 1000           | 4 973 120 $ | Dur (ext.)   | Pierre-Hugues Herbert Nicolas Mahut  | Jamie Murray Bruno Soares         | 7-66, 6-4          | Tableau |
| 51 | 12-08-2018 | Western & Southern Open, Cincinnati                                                     | Masters 1000           | 5 669 360 $ | Dur (ext.)   | Jamie Murray Bruno Soares            | Juan Sebastián Cabal Robert Farah | 4-6, 6-3, [10-6]   | Tableau |
| 52 | 11-08-2019 | Western & Southern Open, Cincinnati                                                     | Masters 1000           | 6 056 280 $ | Dur (ext.)   | Ivan Dodig Filip Polášek             | Juan Sebastián Cabal Robert Farah | 4-6, 6-4, [10-6]   | Tableau |
| 53 | 22-08-2020 | Western & Southern Open, New-York                                                       | Masters 1000           | 4 222 190 $ | Dur (ext.)   | Pablo Carreño Busta Alex de Minaur   | Jamie Murray Neal Skupski         | 6-2, 7-5           | Tableau |
| 54 | 15-08-2021 | Western & Southern Open, Cincinnati                                                     | Masters 1000           | 4 845 025 $ | Dur (ext.)   | Marcel Granollers Horacio Zeballos   | Steve Johnson Austin Krajicek     | 7-65, 7-65         | Tableau |
| 55 | 14-08-2022 | Western & Southern Open, Cincinnati                                                     | Masters 1000           | 6 280 880 $ | Dur (ext.)   | Rajeev Ram Joe Salisbury             | Tim Pütz Michael Venus            | 7-64, 7-65         | Tableau |
| 56 | 13-08-2023 | Western & Southern Open, Cincinnati                                                     | Masters 1000           | 6 600 000 $ | Dur (ext.)   | Máximo González Andrés Molteni       | Jamie Murray Michael Venus        | 3-6, 6-1, [11-9]   | Tableau |
| 57 | 12-08-2024 | Cincinnati Open, Cincinnati                                                             | Masters 1000           | 6 795 555 $ | Dur (ext.)   | Marcelo Arévalo Mate Pavić           | Mackenzie McDonald Alex Michelsen | 6-2, 6-4           | Tableau |
| 58 | 07-08-2025 | Cincinnati Open, Cincinnati                                                             | Masters 1000           | 9 193 540 $ | Dur (ext.)   | Lorenzo Musetti Lorenzo Sonego       | Joe Salisbury Neal Skupski        | 4-6, 6-3, [13-11]  | Tableau |

## Palmarès dames

### Simple
| No       | Date       | Nom et lieu du tournoi                       | Catégorie      | Dotation       | Surface         | Vainqueure            | Finaliste            | Score                |                |
| -------- | ---------- | -------------------------------------------- | -------------- | -------------- | --------------- | --------------------- | -------------------- | -------------------- | -------------- |
| 1        | 1899       | Cincinnati tournament, Cincinnati            |                | NC             | Dur (ext.)      | Myrtle McAteer        | Juliette Atkinson    | 7-5, 6-1, 4-6, 8-6   |                |
| 2        | 1900       | Cincinnati tournament, Cincinnati            |                | NC             | Dur (ext.)      | Myrtle McAteer        | Maud Banks           | 6-4, 6-8, 6-2, 6-3   |                |
| 3        | 1901       | Cincinnati tournament, Cincinnati            |                | NC             | Dur (ext.)      | Winona Closterman     | Juliette Atkinson    | 6-2, 8-6, 6-1        |                |
| 4        | 1902       | Cincinnati tournament, Cincinnati            |                | NC             | Dur (ext.)      | Maud Banks            | Winona Closterman    | 6-2, 6-1             |                |
| 5        | 1903       | Cincinnati tournament, Cincinnati            |                | NC             | Dur (ext.)      | Winona Closterman     | Myrtle McAteer       | 6-1, 5-7, 6-4        |                |
| 6        | 1904       | Cincinnati tournament, Cincinnati            |                | NC             | Dur (ext.)      | Myrtle McAteer        | Winona Closterman    | 7-5, 6-3             |                |
| 7        | 1905       | Cincinnati tournament, Cincinnati            |                | NC             | Dur (ext.)      | May Sutton            | Myrtle McAteer       | 6-0, 6-0             |                |
| 8        | 1906       | Cincinnati tournament, Cincinnati            |                | NC             | Dur (ext.)      | May Sutton            | Florence Sutton      | 7-5, 6-2             |                |
| 9        | 1907       | Cincinnati tournament, Cincinnati            |                | NC             | Dur (ext.)      | May Sutton            | Martha Kinsey        | 6-1, 6-1             |                |
| 10       | 1908       | Cincinnati tournament, Cincinnati            |                | NC             | Dur (ext.)      | Martha Kinsey         | Marjorie Dodd        | 4-6, 8-6, 6-2        |                |
| 11       | 1909       | Cincinnati tournament, Cincinnati            |                | NC             | Dur (ext.)      | Edith Hannam          | Martha Kinsey        | 6-3, 6-1             |                |
| 12       | 1910       | Cincinnati tournament, Cincinnati            |                | NC             | Dur (ext.)      | Miriam Steever        | R. Fairbairn Marty   | 4-6, 8-6, 6-0        |                |
| 13       | 1911       | Cincinnati tournament, Cincinnati            |                | NC             | Dur (ext.)      | Marjorie Dodd         | Helen McLaughlin     | 6-0, 6-2             |                |
| 14       | 1912       | Cincinnati tournament, Cincinnati            |                | NC             | Dur (ext.)      | Marjorie Dodd         | May Sutton           | Abandon              |                |
| 15       | 1913       | Cincinnati tournament, Cincinnati            |                | NC             | Dur (ext.)      | Ruth Sanders          | Marjorie Dodd        | 6-2, 6-3             |                |
| 16       | 1914       | Cincinnati tournament, Cincinnati            |                | NC             | Dur (ext.)      | Ruth Sanders          | Katharine Brown      | 7-5, 5-7, 6-2        |                |
| 17       | 1915       | Cincinnati tournament, Cincinnati            |                | NC             | Dur (ext.)      | Molla Bjurstedt       | Ruth Sanders         | 6-0, 6-4             |                |
| 18       | 1916       | Cincinnati tournament, Cincinnati            |                | NC             | Dur (ext.)      | Martha Guthrie        | Marguerite Davis     | 6-2, 2-6, 6-1        |                |
| 19       | 1917       | Cincinnati tournament, Cincinnati            |                | NC             | Dur (ext.)      | Katharine Brown       | Mrs. Willis Adams    | 7-5, 0-6, 6-4        |                |
| 20       | 1920       | Cincinnati tournament, Cincinnati            |                | NC             | Dur (ext.)      | Ruth Sanders          | Ruth King            | 6-1, 6-0             |                |
| 21       | 1922       | Cincinnati tournament, Cincinnati            |                | NC             | Dur (ext.)      | Ruth Sanders          | Olga Strashun Weil   | 6-3, 6-4             |                |
| 22       | 1923       | Cincinnati tournament, Cincinnati            |                | NC             | Dur (ext.)      | Ruth Sanders          | Clara Louise Zinke   | 6-0, 7-5             |                |
| 23       | 1924       | Cincinnati tournament, Cincinnati            |                | NC             | Dur (ext.)      | Olga Strashun Weil    | Clara Louise Zinke   | 6-4, 6-2             |                |
| 24       | 1925       | Cincinnati tournament, Cincinnati            |                | NC             | Dur (ext.)      | Marian Leighton       | Clara Louise Zinke   | 6-3, 6-2             |                |
| 25       | 1926       | Cincinnati tournament, Cincinnati            |                | NC             | Dur (ext.)      | Clara Louise Zinke    | Olga Strashun Weil   | 6-2, 6-2             |                |
| 26       | 1927       | Cincinnati tournament, Cincinnati            |                | NC             | Dur (ext.)      | Clara Louise Zinke    | Marian Leighton      | 6-4, 4-6, 4-1        |                |
| 27       | 1928       | Cincinnati tournament, Cincinnati            |                | NC             | Dur (ext.)      | Marjorie Gladman      | Clara Louise Zinke   | 6-4, 6-4             |                |
| 28       | 1929       | Cincinnati tournament, Cincinnati            |                | NC             | Dur (ext.)      | Clara Louise Zinke    | Ruth Riese           | 6-2, 6-3             |                |
| 29       | 1930       | Cincinnati tournament, Cincinnati            |                | NC             | Dur (ext.)      | Clara Louise Zinke    | Ruth Riese           | 6-2, 6-4             |                |
| 30       | 1931       | Cincinnati tournament, Cincinnati            |                | NC             | Dur (ext.)      | Clara Louise Zinke    | Ruth Riese           | 6-1, 6-1             |                |
| 31       | 1932       | Cincinnati tournament, Cincinnati            |                | NC             | Dur (ext.)      | Dorothy Weisel        | Clara Louise Zinke   | 6-1, 6-0             |                |
| 32       | 1933       | Cincinnati tournament, Cincinnati            |                | NC             | Dur (ext.)      | Muriel Adams          | Helen Fulton         | 6-4, 6-4             |                |
| 33       | 1934       | Cincinnati tournament, Cincinnati            |                | NC             | Dur (ext.)      | Gracyn Wheeler        | Esther Hare Bartosch | Abandon              |                |
| 34       | 1936       | Cincinnati tournament, Cincinnati            |                | NC             | Dur (ext.)      | Lila Porter           | Virginia Hollinger   | 6-4, 6-3             |                |
| 35       | 1937       | Cincinnati tournament, Cincinnati            |                | NC             | Dur (ext.)      | Virginia Hollinger    | Monica Nolan         | 6-3, 6-2             |                |
| 36       | 1938       | Cincinnati tournament, Cincinnati            |                | NC             | Dur (ext.)      | Virginia Hollinger    | Margaret Jessee      | 8-6, 1-6, 6-0        |                |
| 37       | 1939       | Cincinnati tournament, Cincinnati            |                | NC             | Dur (ext.)      | Catherine Wolf        | Virginia Hollinger   | 6-2, 6-3             |                |
| 38       | 1940       | Cincinnati tournament, Cincinnati            |                | NC             | Dur (ext.)      | Alice Marble          | Gracyn Wheeler       | 6-3, 6-4             |                |
| 39       | 1941       | Cincinnati tournament, Cincinnati            |                | NC             | Dur (ext.)      | Pauline Betz          | Mary Arnold          | 6-4, 6-3             |                |
| 40       | 1942       | Cincinnati tournament, Cincinnati            |                | NC             | Dur (ext.)      | Catherine Wolf        | Monica Nolan         | 6-4, 6-1             |                |
| 41       | 1943       | Cincinnati tournament, Cincinnati            |                | NC             | Dur (ext.)      | Pauline Betz          | Catherine Wolf       | 6-0, 6-2             |                |
| 42       | 1944       | Cincinnati tournament, Cincinnati            |                | NC             | Dur (ext.)      | Dorothy Bundy         | Pauline Betz         | 7-5, 6-4             |                |
| 43       | 1945       | Cincinnati tournament, Cincinnati            |                | NC             | Dur (ext.)      | Pauline Betz          | Dorothy Bundy        | 6-2, 6-0             |                |
| 44       | 1946       | Cincinnati tournament, Cincinnati            |                | NC             | Dur (ext.)      | Virginia Kovacs       | Shirley Fry          | 6-4, 6-1             |                |
| 45       | 1947       | Cincinnati tournament, Cincinnati            |                | NC             | Dur (ext.)      | Betty Rosenquest      | Betty Hulbert James  | 9-7, 6-2             |                |
| 46       | 1948       | Cincinnati tournament, Cincinnati            |                | NC             | Dur (ext.)      | Dorothy Head          | Mercedes Madden      | 6-4, 6-4             |                |
| 47       | 1949       | Cincinnati tournament, Cincinnati            |                | NC             | Dur (ext.)      | Magda Rurac           | Beverly Baker        | 6-4, 2-6, 6-0        |                |
| 48       | 1950       | Cincinnati tournament, Cincinnati            |                | NC             | Dur (ext.)      | Beverly Baker         | Magda Rurac          | 5-7, 6-3, 9-7        |                |
| 49       | 1951       | Cincinnati tournament, Cincinnati            |                | NC             | Dur (ext.)      | Patricia Canning Todd | Magda Rurac          | 6-3, 6-4             |                |
| 50       | 1952       | Cincinnati tournament, Cincinnati            |                | NC             | Dur (ext.)      | Anita Kanter          | Doris Popple         | 6-0, 6-1             |                |
| 51       | 1953       | Cincinnati tournament, Cincinnati            |                | NC             | Dur (ext.)      | Thelma Coyne Long     | Anita Kanter         | 7-5, 6-2             |                |
| 52       | 1954       | Cincinnati tournament, Cincinnati            |                | NC             | Dur (ext.)      | Lois Felix            | Ethel Norton         | 6-1, 6-3             |                |
| 53       | 1955       | Cincinnati tournament, Cincinnati            |                | NC             | Dur (ext.)      | Mimi Arnold           | Barbara Breit        | 6-4, 6-3             |                |
| 54       | 1956       | Cincinnati tournament, Cincinnati            |                | NC             | Dur (ext.)      | Yola Ramírez          | Mary Ann Mitchell    | 7-5, 6-1             |                |
| 55       | 1957       | Cincinnati tournament, Cincinnati            |                | NC             | Dur (ext.)      | Lois Felix            | Patricia Naud        | 7-5, 2-6, 7-5        |                |
| 56       | 1958       | Cincinnati tournament, Cincinnati            |                | NC             | Dur (ext.)      | Gwyneth Thomas        | Marta Hernández      | 6-1, 6-2             |                |
| 57       | 1959       | Cincinnati tournament, Cincinnati            |                | NC             | Dur (ext.)      | Donna Floyd           | Carol Hanks          | 5-7, 6-2, 6-4        |                |
| 58       | 1960       | Cincinnati tournament, Cincinnati            |                | NC             | Dur (ext.)      | Carol Hanks           | Farel Footman        | 6-2, 4-6, 6-3        |                |
| 59       | 1961       | Cincinnati tournament, Cincinnati            |                | NC             | Dur (ext.)      | Peachy Kellmeyer      | Carole Caldwell      | 3-6, 12-10, 7-5      |                |
| 60       | 1962       | Cincinnati tournament, Cincinnati            |                | NC             | Dur (ext.)      | Julie Heldman         | Roberta Alison       | 6-4, 6-4             |                |
| 61       | 1963       | Cincinnati tournament, Cincinnati            |                | NC             | Dur (ext.)      | Stephanie Defina      | Peaches Bartkowicz   | 7-5, 6-2             |                |
| 62       | 1964       | Cincinnati tournament, Cincinnati            |                | NC             | Dur (ext.)      | Jean Danilovich       | Alice Luthy          | 6-1, 6-2             |                |
| 63       | 1965       | Cincinnati tournament, Cincinnati            |                | NC             | Dur (ext.)      | Stephanie Defina      | Roberta Alison       | 10-8, 5-7, 6-4       |                |
| 64       | 1966       | Cincinnati tournament, Cincinnati            |                | NC             | Dur (ext.)      | Peaches Bartkowicz    | Peachy Kellmeyer     | 6-3, 6-3             |                |
| 65       | 1967       | Cincinnati tournament, Cincinnati            |                | NC             | Dur (ext.)      | Peaches Bartkowicz    | Patsy Rippy          | 6-4, 6-1             |                |
| Ère Open |            |                                              |                |                |                 |                       |                      |                      |                |
| 66       | 01-07-1968 | Western Open Championships, Cincinnati       |                | NC             | Dur (ext.)      | Linda Tuero           | Tory Ann Fretz       | 6-1, 6-2             |                |
| 67       | 15-07-1969 | Western Championships, Cincinnati            |                | NC             | Terre (ext.)    | Lesley Turner         | Gail Sherriff        | 1-6, 7-5, 10-10, ab. | Tableau        |
| 68       | 19-07-1970 | Western Open Championships, Cincinnati       |                | NC             | Terre (ext.)    | Rosie Casals          | Nancy Richey         | 6-3, 6-3             | Tableau        |
| 69       | 02-08-1971 | Western Open Championships, Cincinnati       | Grand Prix     | NC             | Terre (ext.)    | Virginia Wade         | Linda Tuero          | 6-3, 6-3             |                |
| 70       | 01-08-1972 | 85th Western Championships, Cincinnati       | Grand Prix     | 42 500 $       | Terre (ext.)    | Margaret Smith Court  | Evonne Goolagong     | 3-6, 6-2, 7-5        | Tableau        |
| 71       | 06-08-1973 | Western Open Championships, Cincinnati       | USTA Tour      | 75000 $        | Terre (ext.)    | Evonne Goolagong      | Chris Evert          | 6-2, 7-5             | Tableau        |
|          | 1974-1979  | Pas de tournoi                               | Pas de tournoi | Pas de tournoi | Pas de tournoi  | Pas de tournoi        | Pas de tournoi       | Pas de tournoi       | Pas de tournoi |
| 72       | 07-01-1980 | Avon Championships of Cincinnati, Cincinnati |                | 150 000 $      | Moquette (int.) | Tracy Austin          | Chris Evert          | 6-2, 6-1             | Tableau        |
| 73       | 19-01-1981 | Avon Championships of Cincinnati, Cincinnati |                | 150 000 $      | Moquette (int.) | Martina Navrátilová   | Sylvia Hanika        | 6-2, 6-4             | Tableau        |
| 74       | 11-01-1982 | Avon Championships of Cincinnati, Cincinnati | Champ’s        | 150 000 $      | Moquette (int.) | Barbara Potter        | Bettina Bunge        | 6-4, 7-6             | Tableau        |
|          | 1983-1987  | Pas de tournoi                               | Pas de tournoi | Pas de tournoi | Pas de tournoi  | Pas de tournoi        | Pas de tournoi       | Pas de tournoi       | Pas de tournoi |
| 75       | 01-08-1988 | Pringles Light Classic, Cincinnati           | Tier III       | 250 000 $      | Dur (ext.)      | Barbara Potter        | Helen Kelesi         | 6-2, 6-2             | Tableau        |
|          | 1989-2003  | Pas de tournoi                               | Pas de tournoi | Pas de tournoi | Pas de tournoi  | Pas de tournoi        | Pas de tournoi       | Pas de tournoi       | Pas de tournoi |
| 76       | 16-08-2004 | Western & Southern Open, Cincinnati          | Tier III       | 170 000 $      | Dur (ext.)      | Lindsay Davenport     | Vera Zvonareva       | 6-3, 6-2             | Tableau        |
| 77       | 18-07-2005 | Western & Southern Open, Cincinnati          | Tier III       | 170 000 $      | Dur (ext.)      | Patty Schnyder        | Akiko Morigami       | 6-4, 6-0             | Tableau        |
| 78       | 18-07-2006 | Western & Southern Open, Cincinnati          | Tier III       | 175 000 $      | Dur (ext.)      | Vera Zvonareva        | Katarina Srebotnik   | 6-2, 6-4             | Tableau        |
| 79       | 16-07-2007 | Western & Southern Open, Cincinnati          | Tier III       | 175 000 $      | Dur (ext.)      | Anna Chakvetadze      | Akiko Morigami       | 6-1, 6-3             | Tableau        |
| 80       | 11-08-2008 | Western & Southern Open, Cincinnati          | Tier III       | 175 000 $      | Dur (ext.)      | Nadia Petrova         | Nathalie Dechy       | 6-2, 6-1             | Tableau        |
| 81       | 10-08-2009 | Western & Southern Open, Cincinnati          | Premier 5      | 2 000 000 $    | Dur (ext.)      | Jelena Janković       | Dinara Safina        | 6-4, 6-2             | Tableau        |
| 82       | 09-08-2010 | Western & Southern Open, Cincinnati          | Premier 5      | 2 000 000 $    | Dur (ext.)      | Kim Clijsters         | Maria Sharapova      | 2-6, 7-64, 6-2       | Tableau        |
| 83       | 15-08-2011 | Western & Southern Open, Cincinnati          | Premier 5      | 2 050 000 $    | Dur (ext.)      | Maria Sharapova       | Jelena Janković      | 4-6, 7-63, 6-3       | Tableau        |
| 84       | 13-08-2012 | Western & Southern Open, Cincinnati          | Premier 5      | 2 168 400 $    | Dur (ext.)      | Li Na                 | Angelique Kerber     | 1-6, 6-3, 6-1        | Tableau        |
| 85       | 12-08-2013 | Western & Southern Open, Cincinnati          | Premier 5      | 2 369 000 $    | Dur (ext.)      | Victoria Azarenka     | Serena Williams      | 2-6, 6-2, 7-66       | Tableau        |
| 86       | 11-08-2014 | Western & Southern Open, Cincinnati          | Premier 5      | 2 567 000 $    | Dur (ext.)      | Serena Williams       | Ana Ivanović         | 6-4, 6-1             | Tableau        |
| 87       | 17-08-2015 | Western & Southern Open, Cincinnati          | Premier 5      | 2 400 490 $    | Dur (ext.)      | Serena Williams       | Simona Halep         | 6-3, 7-65            | Tableau        |
| 88       | 15-08-2016 | Western & Southern Open, Cincinnati          | Premier 5      | 2 503 250 $    | Dur (ext.)      | Karolína Plíšková     | Angelique Kerber     | 6-3, 6-1             | Tableau        |
| 89       | 14-08-2017 | Western & Southern Open, Cincinnati          | Premier 5      | 2 536 154 $    | Dur (ext.)      | Garbiñe Muguruza      | Simona Halep         | 6-1, 6-0             | Tableau        |
| 90       | 13-08-2018 | Western & Southern Open, Cincinnati          | Premier 5      | 2 800 000 $    | Dur (ext.)      | Kiki Bertens          | Simona Halep         | 2-6, 7-66, 6-2       | Tableau        |
| 91       | 12-08-2019 | Western & Southern Open, Cincinnati          | Premier 5      | 2 643 736 $    | Dur (ext.)      | Madison Keys          | Svetlana Kuznetsova  | 7-5, 7-65            | Tableau        |
| 92       | 22-08-2020 | Western & Southern Open, New York            | Premier 5      | 1 950 079 $    | Dur (ext.)      | Victoria Azarenka     | Naomi Osaka          | Forfait              | Tableau        |
| 93       | 15-08-2021 | Western & Southern Open, Cincinnati          | WTA 1000       | 1 835 490 $    | Dur (ext.)      | Ashleigh Barty        | Jil Teichmann        | 6-3, 6-1             | Tableau        |
| 94       | 15-08-2022 | Western & Southern Open, Cincinnati          | WTA 1000       | 2 527 250 $    | Dur (ext.)      | Caroline Garcia       | Petra Kvitová        | 6-2, 6-4             | Tableau        |
| 95       | 14-08-2023 | Western & Southern Open, Cincinnati          | WTA 1000       | 2 788 468 $    | Dur (ext.)      | Coco Gauff            | Karolína Muchová     | 6-3, 6-4             | Tableau        |
| 96       | 13-08-2024 | Western & Southern Open, Cincinnati          | WTA 1000       | 3 211 715 $    | Dur (ext.)      | Aryna Sabalenka       | Jessica Pegula       | 6-3, 7-5             | Tableau        |
| 97       | 07-08-2025 | Cincinnati Open, Cincinnati                  | WTA 1000       | 5 152 599 $    | Dur (ext.)      | Iga Świątek           | Jasmine Paolini      | 7-5, 6-4             | Tableau        |

### Double
| No       | Date       | Nom et lieu du tournoi                      | Catégorie      | Dotation       | Surface         | Vainqueures                           | Finalistes                                 | Score                   |                |
| -------- | ---------- | ------------------------------------------- | -------------- | -------------- | --------------- | ------------------------------------- | ------------------------------------------ | ----------------------- | -------------- |
| 1        | 1899       | Cincinnati tournament Cincinnati            |                | NC             | Dur (ext.)      | Juliette Atkinson Myrtle McAteer      | Winona Closterman Julia Doherty            | 6-1, 6-2, 6-3           |                |
| 2        | 1900       | Cincinnati tournament Cincinnati            |                | NC             | Dur (ext.)      | Myrtle McAteer Maud Banks             | Winona Closterman Mardi Hunt               | 6-1, 6-0                |                |
| 3        | 1901       | Cincinnati tournament Cincinnati            |                | NC             | Dur (ext.)      | Juliette Atkinson Marion Jones        | Winona Closterman Lilly Wilshire           | 3-6, 7-9, 6-3, 9-7, 6-2 |                |
| 4        | 1902       | Cincinnati tournament Cincinnati            |                | NC             | Dur (ext.)      | Maud Banks Hallie Champlin            | Winona Closterman Carrie Neely             | 6-2, 7-5                |                |
| 5        | 1903       | Cincinnati tournament Cincinnati            |                | NC             | Dur (ext.)      | Winona Closterman Carrie Neely        | Myrtle McAteer Marie Wimer                 | 6-3, 8-6                |                |
| 6        | 1904       | Cincinnati tournament Cincinnati            |                | NC             | Dur (ext.)      | Myrtle McAteer Marie Wimer            | Winona Closterman Carrie Neely             | 6-3, 6-4                |                |
| 7        | 1905       | Cincinnati tournament Cincinnati            |                | NC             | Dur (ext.)      | Myrtle McAteer Helen Homans           | May Sutton Lula Belden                     | 6-1, 6-3                |                |
| 8        | 1906       | Cincinnati tournament Cincinnati            |                | NC             | Dur (ext.)      | May Sutton Marjorie Dodd              | Florence Sutton Lula Belden                | 6-3, 3-6, 6-3           |                |
| 9        | 1907       | Cincinnati tournament Cincinnati            |                | NC             | Dur (ext.)      | Ruth Cowing Martha Kinsey             | Adele Kruse Natalie Breed                  | 6-1, 6-3                |                |
| 10       | 1908       | Cincinnati tournament Cincinnati            |                | NC             | Dur (ext.)      | Martha Kinsey Marjorie Dodd           | Adele Kruse Dorothy Kellogg                | 6-4, 6-3                |                |
| 11       | 1909       | Cincinnati tournament Cincinnati            |                | NC             | Dur (ext.)      | Martha Kinsey Adele Kruse             | Edith Hannam Julius Frieberg               | 6-4, 7-5                |                |
| 12       | 1910       | Cincinnati tournament Cincinnati            |                | NC             | Dur (ext.)      | Martha Kinsey Helen McLaughlin        | Miriam Steever Jane Craven                 | 1-6, 6-4, 6-3           |                |
| 13       | 1911       | Cincinnati tournament Cincinnati            |                | NC             | Dur (ext.)      | Helen Ratterman Ruth Sanders          | Edith Emerson Mardi Hunt                   | 6-1, 6-0                |                |
| 14       | 1912       | Cincinnati tournament Cincinnati            |                | NC             | Dur (ext.)      | Mary Kendall Browne Louise Moyes      | May Sutton Mrs. Gus Touchard               | 6-3, 6-3                |                |
| 15       | 1913       | Cincinnati tournament Cincinnati            |                | NC             | Dur (ext.)      | R. Fairbairn Marty Helen McLaughlin   | Marjorie Dodd Elizabeth Cleneay            | 6-4, 6-4                |                |
| 16       | 1915       | Cincinnati tournament Cincinnati            |                | NC             | Dur (ext.)      | Molla Bjurstedt Carrie Neely          | Ruth Sanders M. M. MacNeill                | 6-1, 6-0                |                |
| 17       | 1916       | Cincinnati tournament Cincinnati            |                | NC             | Dur (ext.)      | Martha Guthrie Martha Ellis           | Marguerite Davis Marjorie Hires            | 6-3, 8-6                |                |
| 18       | 1920       | Cincinnati tournament Cincinnati            |                | NC             | Dur (ext.)      | Ruth King Bobbie Esch                 | Ruth Sanders Mildred Rask                  | 6-8, 11-9, 6-3          |                |
| 19       | 1927       | Cincinnati tournament Cincinnati            |                | NC             | Dur (ext.)      | Clara Louise Zinke Olga Strashun Weil | Marian Leighton Ruth Riese                 | 7-5, 6-1                |                |
| 20       | 1928       | Cincinnati tournament Cincinnati            |                | NC             | Dur (ext.)      | Clara Louise Zinke Ruth Oexman        | Ruth Riese Betty Duffy                     | 6-0, 7-5                |                |
| 21       | 1930       | Cincinnati tournament Cincinnati            |                | NC             | Dur (ext.)      | Clara Louise Zinke Ruth Oexman        | Ruth Riese Barbara Duffy                   | 6-0, 6-2                |                |
| 22       | 1931       | Cincinnati tournament Cincinnati            |                | NC             | Dur (ext.)      | Clara Louise Zinke Ruth Oexman        | Josephine Gray Barbara Duffy               | 5-7, 6-2, 6-3           |                |
| 23       | 1932       | Cincinnati tournament Cincinnati            |                | NC             | Dur (ext.)      | Clara Louise Zinke Ruth Oexman        | Dorothy Weisel Helen Fulton                | 6-2, 1-6, 6-4           |                |
| 24       | 1933       | Cincinnati tournament Cincinnati            |                | NC             | Dur (ext.)      | Elizabeth Kesting Helen Fulton        | Clara Louise Zinke Ruth Oexman             | Partage                 |                |
| 25       | 1934       | Cincinnati tournament Cincinnati            |                | NC             | Dur (ext.)      | Helen Fulton Elizabeth Kesting        | Esther Hare Bartosch Marianne Hunt         | 0-6, 6-3, 7-7           |                |
| 26       | 1936       | Cincinnati tournament Cincinnati            |                | NC             | Dur (ext.)      | Catherine Wolf Edna Smith             | Josephine Gray Lila Porter                 | 6-3, 6-4                |                |
| 27       | 1937       | Cincinnati tournament Cincinnati            |                | NC             | Dur (ext.)      | Josephine Gray Jane Wagner            | Monica Nolan Clara Louise Zinke            | 7-5, 6-4                |                |
| 28       | 1938       | Cincinnati tournament Cincinnati            |                | NC             | Dur (ext.)      | Virginia Wolfenden Patricia Canning   | Monica Nolan Marta Barnett                 | 0-6, 8-6, 6-2           |                |
| 29       | 1939       | Cincinnati tournament Cincinnati            |                | NC             | Dur (ext.)      | Catherine Wolf Monica Nolan           | Jane Wagner Josephine Gray                 | 6-4, 6-1                |                |
| 30       | 1940       | Cincinnati tournament Cincinnati            |                | NC             | Dur (ext.)      | Alice Marble Mary Arnold              | Mary Hardwick Nina Brown                   | 7-5, 6-4                |                |
| 31       | 1941       | Cincinnati tournament Cincinnati            |                | NC             | Dur (ext.)      | Jane Stanton Barbara Bradley          | Doris Hart Nellie Sheer                    | 6-4, 4-6, 12-10         |                |
| 32       | 1942       | Cincinnati tournament Cincinnati            |                | NC             | Dur (ext.)      | Catherine Wolf Peggy Welsh            | Monica Nolan Jane Wagner                   | 6-3, 6-0                |                |
| 33       | 1943       | Cincinnati tournament Cincinnati            |                | NC             | Dur (ext.)      | Pauline Betz Nancy Corbett            | Catherine Wolf Jane Wagner                 | 6-3, 9-7                |                |
| 34       | 1944       | Cincinnati tournament Cincinnati            |                | NC             | Dur (ext.)      | Dorothy Bundy Mary Arnold             | Pauline Betz Gloria Thompson               | 6-3, 6-2                |                |
| 35       | 1945       | Cincinnati tournament Cincinnati            |                | NC             | Dur (ext.)      | Dorothy Bundy Sarah Palfrey           | Mary Arnold Shirley Fry                    | 6-2, 6-2                |                |
| 36       | 1946       | Cincinnati tournament Cincinnati            |                | NC             | Dur (ext.)      | Mary Prentiss Shirley Fry             | Virginia Kovacs Barbara Scofield           | 6-3, 6-4                |                |
| 37       | 1947       | Cincinnati tournament Cincinnati            |                | NC             | Dur (ext.)      | Marta Barnett Rosemary Buck           | Mercedes Madden Nancy Corbett              | 6-4, 6-2                |                |
| 38       | 1948       | Cincinnati tournament Cincinnati            |                | NC             | Dur (ext.)      | Dorothy Head Magda Rurac              | Betty Rosenquest Margaret Varner           | 3-6, 6-4, 6-2           |                |
| 39       | 1949       | Cincinnati tournament Cincinnati            |                | NC             | Dur (ext.)      | Nancy Morrison Magda Rurac            | Catherine Malcolm Barbara Beckel           | 6-2, 6-4                |                |
| 40       | 1950       | Cincinnati tournament Cincinnati            |                | NC             | Dur (ext.)      | Beverly Baker Magda Rurac             | Jeanne Arth Shirley Arth Loeding           | 6-3, 6-1                |                |
| 41       | 1951       | Cincinnati tournament Cincinnati            |                | NC             | Dur (ext.)      | Patricia Canning Todd Dorothy Head    | Magda Rurac Suzanne Herr                   | 6-2, 6-3                |                |
| 42       | 1952       | Cincinnati tournament Cincinnati            |                | NC             | Dur (ext.)      | Anita Kanter Joan Merciadis           | Louise Kiely Sara Mae Turber               | 6-4, 6-1                |                |
| 43       | 1953       | Cincinnati tournament Cincinnati            |                | NC             | Dur (ext.)      | Thelma Coyne Long Anita Kanter        | Laura Lou Jahn Joan Merciadis              | 7-5, 6-2                |                |
| 44       | 1954       | Cincinnati tournament Cincinnati            |                | NC             | Dur (ext.)      | Pat Stewart Ethel Norton              | Juliana Copeland Sara Mae Turber           | 6-4, 6-2                |                |
| 45       | 1955       | Cincinnati tournament Cincinnati            |                | NC             | Dur (ext.)      | Karol Fageros Mimi Arnold             | Yola Ramírez Sara Mae Turber               | Partage                 |                |
| 46       | 1956       | Cincinnati tournament Cincinnati            |                | NC             | Dur (ext.)      | Karol Fageros Janet Hopps             | Juliana Copeland Yola Ramírez              | 9-7, 6-4                |                |
| 47       | 1957       | Cincinnati tournament Cincinnati            |                | NC             | Dur (ext.)      | Margareta Bonstrom Lois Felix         | Linda Vail Patricia Naud                   | 7-5, 6-1                |                |
| 48       | 1958       | Cincinnati tournament Cincinnati            |                | NC             | Dur (ext.)      | Marta Hernández Marilyn Montgomery    | Gwyneth Thomas Sara Mae Turber             | 6-3, 5-7, 6-0           |                |
| 49       | 1959       | Cincinnati tournament Cincinnati            |                | NC             | Dur (ext.)      | Marie Martin Marilyn Montgomery       | Carole Loop Susan Butt                     | 6-4, 6-1                |                |
| 50       | 1960       | Cincinnati tournament Cincinnati            |                | NC             | Dur (ext.)      | Justina Bricka Carol Hanks            | Linda Nein Farel Footman                   | 6-3, 6-4                |                |
| 51       | 1961       | Cincinnati tournament Cincinnati            |                | NC             | Dur (ext.)      | Carole Caldwell Cathie Gagel          | Lynn Haines Peachy Kellmeyer               | 6-4, 8-6                |                |
| 52       | 1962       | Cincinnati tournament Cincinnati            |                | NC             | Dur (ext.)      | Roberta Alison Mary Habitch           | Tory Ann Fretz Carolyn Rogers              | 7-5, 8-6                |                |
| 53       | 1963       | Cincinnati tournament Cincinnati            |                | NC             | Dur (ext.)      | Roberta Alison Linda Lou Crosby       | Virginia Brown Carolyn Rogers              | 6-4, 4-6, 6-2           |                |
| 54       | 1964       | Cincinnati tournament Cincinnati            |                | NC             | Dur (ext.)      | Brenda Nunns Faye Urban               | Jean Danilovich Cathie Gagel               | 6-1, 7-9, 6-2           |                |
| 55       | 1965       | Cincinnati tournament Cincinnati            |                | NC             | Dur (ext.)      | Roberta Alison Stephanie Defina       | Marmee Fry Ginger Pfeiffer                 | 6-4, 6-2                |                |
| 56       | 1966       | Cincinnati tournament Cincinnati            |                | NC             | Dur (ext.)      | Peaches Bartkowicz Peachy Kellmeyer   | Patsy Rippy Becky Vest                     | 6-1, 6-4                |                |
| 57       | 1967       | Cincinnati tournament Cincinnati            |                | NC             | Dur (ext.)      | Peaches Bartkowicz Patsy Rippy        | Pixie Lamm Marilyn Aschner                 | 6-3, 6-0                |                |
| Ère Open |            |                                             |                |                |                 |                                       |                                            |                         |                |
| 58       | 01-07-1968 | Western Open Championships Cincinnati       |                | NC             | Dur (ext.)      | Emilie Burrer Linda Tuero             | Peggy Michel Carol Gay                     | 6-2, 6-3                |                |
| 59       | 15-07-1969 | Western Championships Cincinnati            |                | NC             | Terre (ext.)    | Kerry Harris Valerie Ziegenfuss       | Emilie Burrer Pam Richmond                 | 6-3, 9-7                | Tableau        |
| 60       | 19-07-1970 | Western Open Championships Cincinnati       |                | NC             | Terre (ext.)    | Rosie Casals Gail Sherriff            | Helen Gourlay Pat Walkden                  | 12-10, 6-1              | Tableau        |
| 61       | 02-08-1971 | Western Open Championships Cincinnati       | Grand Prix     | NC             | Dur (ext.)      | Helen Gourlay Kerry Harris            | Gail Sherriff Winnie Shaw                  | 6-4, 6-4                |                |
| 62       | 01-08-1972 | 85th Western Championships Cincinnati       | Grand Prix     | 42 500 $       | Terre (ext.)    | Margaret Smith Court Evonne Goolagong | Brenda Kirk Pat Pretorius                  | 6-4, 6-1                | Tableau        |
| 63       | 06-08-1973 | Western Open Championships Cincinnati       | USTA Tour      | 75000 $        | Terre (ext.)    | Ilana Kloss Pat Pretorius             | Evonne Goolagong Janet Young               | 7-6, 3-6, 6-2           | Tableau        |
|          | 1974-1979  | Pas de tournoi                              | Pas de tournoi | Pas de tournoi | Pas de tournoi  | Pas de tournoi                        | Pas de tournoi                             | Pas de tournoi          | Pas de tournoi |
| 64       | 07-01-1980 | Avon Championships of Cincinnati Cincinnati |                | 150 000 $      | Moquette (int.) | Laura duPont Pam Shriver              | Mima Jaušovec Ann Kiyomura                 | 6-3, 6-3                | Tableau        |
| 65       | 19-01-1981 | Avon Championships of Cincinnati Cincinnati |                | 150 000 $      | Moquette (int.) | Kathy Jordan Anne Smith               | Martina Navrátilová Pam Shriver            | 1-6, 6-3, 6-3           | Tableau        |
| 66       | 11-01-1982 | Avon Championships of Cincinnati Cincinnati | Champ’s        | 150 000 $      | Moquette (int.) | Sue Barker Ann Kiyomura               | Pam Shriver Anne Smith                     | 6-2, 7-6                | Tableau        |
|          | 1983-1987  | Pas de tournoi                              | Pas de tournoi | Pas de tournoi | Pas de tournoi  | Pas de tournoi                        | Pas de tournoi                             | Pas de tournoi          | Pas de tournoi |
| 67       | 01-08-1988 | Pringles Light Classic Cincinnati           | Tier III       | 250 000 $      | Dur (ext.)      | Beth Herr Candy Reynolds              | Lindsay Bartlett Helen Kelesi              | 4-6, 7-6, 6-1           | Tableau        |
|          | 1989-2003  | Pas de tournoi                              | Pas de tournoi | Pas de tournoi | Pas de tournoi  | Pas de tournoi                        | Pas de tournoi                             | Pas de tournoi          | Pas de tournoi |
| 68       | 16-08-2004 | Western & Southern Open Cincinnati          | Tier III       | 170 000 $      | Dur (ext.)      | Jill Craybas Marlene Weingärtner      | Emmanuelle Gagliardi Anna-Lena Grönefeld   | 7-5, 7-62               | Tableau        |
| 69       | 18-07-2005 | Western & Southern Open Cincinnati          | Tier III       | 170 000 $      | Dur (ext.)      | Laura Granville Abigail Spears        | Květa Peschke María Emilia Salerni         | 3-6, 6-2, 6-4           | Tableau        |
| 70       | 18-07-2006 | Western & Southern Open Cincinnati          | Tier III       | 175 000 $      | Dur (ext.)      | Maria Elena Camerin Gisela Dulko      | Marta Domachowska Sania Mirza              | 6-4, 3-6, 6-2           | Tableau        |
| 71       | 16-07-2007 | Western & Southern Open Cincinnati          | Tier III       | 175 000 $      | Dur (ext.)      | Bethanie Mattek Sania Mirza           | Alina Jidkova Tatiana Poutchek             | 7-64, 7-5               | Tableau        |
| 72       | 11-08-2008 | Western & Southern Open Cincinnati          | Tier III       | 175 000 $      | Dur (ext.)      | Maria Kirilenko Nadia Petrova         | Hsieh Su-wei Yaroslava Shvedova            | 6-3, 4-6, [10-8]        | Tableau        |
| 73       | 10-08-2009 | Western & Southern Open Cincinnati          | Premier 5      | 2 000 000 $    | Dur (ext.)      | Cara Black Liezel Huber               | Nuria Llagostera Vives María José Martínez | 6-3, 0-6, [10-2]        | Tableau        |
| 74       | 09-08-2010 | Western & Southern Open Cincinnati          | Premier 5      | 2 000 000 $    | Dur (ext.)      | Victoria Azarenka Maria Kirilenko     | Lisa Raymond Rennae Stubbs                 | 7-64, 7-68              | Tableau        |
| 75       | 15-08-2011 | Western & Southern Open Cincinnati          | Premier 5      | 2 050 000 $    | Dur (ext.)      | Vania King Yaroslava Shvedova         | Natalie Grandin Vladimíra Uhlířová         | 6-4, 3-6, [11-9]        | Tableau        |
| 76       | 13-08-2012 | Western & Southern Open Cincinnati          | Premier 5      | 2 168 400 $    | Dur (ext.)      | Andrea Hlaváčková Lucie Hradecká      | Katarina Srebotnik Zheng Jie               | 6-1, 6-3                | Tableau        |
| 77       | 12-08-2013 | Western & Southern Open Cincinnati          | Premier 5      | 2 369 000 $    | Dur (ext.)      | Hsieh Su-wei Peng Shuai               | Anna-Lena Grönefeld Květa Peschke          | 2-6, 6-3, [12-10]       | Tableau        |
| 78       | 11-08-2014 | Western & Southern Open Cincinnati          | Premier 5      | 2 567 000 $    | Dur (ext.)      | Raquel Kops-Jones Abigail Spears      | Tímea Babos Kristina Mladenovic            | 6-1, 2-0, ab.           | Tableau        |
| 79       | 17-08-2015 | Western & Southern Open Cincinnati          | Premier 5      | 2 400 490 $    | Dur (ext.)      | Chan Hao-ching Chan Yung-jan          | Casey Dellacqua Yaroslava Shvedova         | 7-5, 6-4                | Tableau        |
| 80       | 15-08-2016 | Western & Southern Open Cincinnati          | Premier 5      | 2 503 250 $    | Dur (ext.)      | Sania Mirza Barbora Strýcová          | Martina Hingis Coco Vandeweghe             | 7-5, 6-4                | Tableau        |
| 81       | 14-08-2017 | Western & Southern Open Cincinnati          | Premier 5      | 2 536 154 $    | Dur (ext.)      | Chan Yung-jan Martina Hingis          | Hsieh Su-wei Monica Niculescu              | 4-6, 6-4, [10-7]        | Tableau        |
| 82       | 13-08-2018 | Western & Southern Open Cincinnati          | Premier 5      | 2 800 000 $    | Dur (ext.)      | Lucie Hradecká Ekaterina Makarova     | Elise Mertens Demi Schuurs                 | 6-2, 7-5                | Tableau        |
| 83       | 12-08-2019 | Western & Southern Open Cincinnati          | Premier 5      | 2 643 736 $    | Dur (ext.)      | Lucie Hradecká Andreja Klepač         | Anna-Lena Grönefeld Demi Schuurs           | 6-4, 6-1                | Tableau        |
| 84       | 22-08-2020 | Western & Southern Open New York            | Premier 5      | 1 950 079 $    | Dur (ext.)      | Květa Peschke Demi Schuurs            | Nicole Melichar Xu Yifan                   | 6-1, 4-6, [10-4]        | Tableau        |
| 85       | 15-08-2021 | Western & Southern Open Cincinnati          | WTA 1000       | 1 835 490 $    | Dur (ext.)      | Samantha Stosur Zhang Shuai           | Gabriela Dabrowski Luisa Stefani           | 7-5, 6-3                | Tableau        |
| 86       | 15-08-2022 | Western & Southern Open Cincinnati          | WTA 1000       | 2 527 250 $    | Dur (ext.)      | Lyudmyla Kichenok Jeļena Ostapenko    | Nicole Melichar Ellen Perez                | 7-65, 6-3               | Tableau        |
| 87       | 14-08-2023 | Western & Southern Open Cincinnati          | WTA 1000       | 2 788 468 $    | Dur (ext.)      | Alycia Parks Taylor Townsend          | Nicole Melichar Ellen Perez                | 61-7, 6-4, [10-6]       | Tableau        |
| 88       | 13-08-2024 | Western & Southern Open Cincinnati          | WTA 1000       | 3 211 715 $    | Dur (ext.)      | Asia Muhammad Erin Routliffe          | Leylah Fernandez Yulia Putintseva          | 3-6, 6-1, [10-4]        | Tableau        |
| 89       | 07-08-2025 | Cincinnati Open Cincinnati                  | WTA 1000       | 5 152 599 $    | Dur (ext.)      | Gabriela Dabrowski Erin Routliffe     | Guo Hanyu Alexandra Panova                 | 6-4, 6-3                | Tableau        |